# Besztaszeni
Besztaszeni – wieś w Gruzji, w regionie Dolna Kartlia, w gminie Calka. W 2014 roku liczyła 335 mieszkańców.